# Murcia hirtus
Murcia hirtus är en kvalsterart som först beskrevs av Giovanni Canestrini och Fanzago 1877.  Murcia hirtus ingår i släktet Murcia och familjen Ceratozetidae. Inga underarter finns listade i Catalogue of Life.